# 80 (nombre)
Cet article concerne le nombre 80. Pour l'année, voir 80.
Le nombre 80 (quatre-vingts, huitante ou octante) est le nombre entier naturel qui suit 79 et qui précède 81.

## En mathématiques
Le nombre 80 est :
- le deuxième nombre à être cinq fois   brésilien (ou 5-brésilien) car 80 = 22223 = 889 = 5515 = 4419 = 2239 ;
- un nombre Harshad : 80 est divisible par 8 + 0 = 8, ce qui donne le quotient 10.

## Dans d'autres domaines
Le nombre 80 est aussi :
- L’âge atteint par un octogénaire.
- Le numéro atomique du mercure, un métal de transition.
- le numéro de la sourate Abasa dans le Coran.
- Le no  du département français de la Somme.
- Présent dans le titre du livre Le Tour du monde en quatre-vingts jours de Jules Verne.
- Le numéro de modèle des ordinateurs TRS-80, Sinclair ZX80 et Aster CT-80, basés sur le microprocesseur Zilog Z80.
- Le numéro de modèle du char d’assaut soviétique T-80, de l'avion de chasse roumain IAR 80 et des avions militaires américains MD-80, Ar 80 et P-80.
- L’âge limite des cardinaux pour voter lors d'une élection papale dans un conclave.
- La longueur en milles de la plage australienne Eighty Mile Beach.
- La durée de la guerre d’indépendance des Provinces-Unies (1568-1648), dite guerre de Quatre-Vingts Ans.
- La désignation de l’Interstate 80, une route qui traverse les États-Unis de la Californie jusqu'au New Jersey.
- Le numéro de la route européenne E80 qui va de Lisbonne au Portugal à Gürbulak en Turquie.
- Le numéro de port TCP/IP standard pour une connexion HTTP.
- Les filtres photographiques 80A, 80B et 80C pour corriger une coloration rouge due à un éclairage au tungstène.
- L’identifiant ISBN pour les livres publiés en République tchèque et en Slovaquie.
- Années historiques : -80, 80 ou 1980.
- Ligne 80 (Infrabel).
- Le System 80, un réacteur à eau pressurisée.
- Le titre d’une chanson du groupe punk rock américain Green Day sur leur album Kerplunk!.
- le nombre d'années de mariage des noces de chêne.

## Linguistique
Le français possède trois mots pour le nombre 80 : huitante et octante, et quatre-vingts. Aujourd'hui, quatre-vingts est le plus répandu dans la francophonie. Les deux autres termes ont été plus largement utilisés dans le passé.

### Huitante
L'usage de huitante est courant dans plusieurs cantons de Suisse romande. On le retrouve aussi en Vallée d'Aoste (Italie), au nord de la Haute-Savoie et au sud-ouest de la Nouvelle-Écosse (Canada).
En Suisse, le terme est officiellement reconnu dans les cantons de Vaud, du Valais et de Fribourg. C'est la raison pour laquelle il est généralement mentionné dans les dictionnaires comme un helvétisme. Ceci ne concerne cependant pas la région du Jura bernois ainsi que les autres cantons romands de Genève, de Neuchâtel et du Jura où quatre-vingts est non seulement le terme officiel mais également le terme le plus employé par la population.
Par le passé, l'aire d'utilisation de huitante était plus étendue. Il était employé dans d'autres régions arpitanes, notamment dans toute la Savoie. En savoyard et en valdôtain, 80 se dit huitanta.
Étymologiquement, le terme est une évolution de la forme latine octoginta et une recréation du XVIIe siècle. On trouve la forme « oitante » (prononcée /ɔjtɑ̃t/) au XIIe siècle (Voyage de Charlemagne, éd. Paul Aebischer, 96 et 99), écrite parfois « octante ». Elle figure dans la première et la dernière édition du Dictionnaire de l'Académie française.

Une citation non attribuée par Littré dans son dictionnaire atteste l'emploi de ce terme au XIVe siècle. Littré cite encore cette utilisation de huitante de Castil-Blaze (début du XIXe siècle) : 

« La Révolte des femmes, ballet où Marie Taglioni brillait au premier rang, entourée de huitante amazones, s'escrimant de la lance et de l'arquebuse, obtint un succès prodigieux. »

— Castil-Blaze, Hist. de l'Académ. de musique, t. II, p. 240.

### Octante
Il est une réfection du terme précédent d'après le latin octoginta. Il figure dans toutes les éditions du Dictionnaire de l'Académie française, au contraire de huitante qui figure dans la neuvième édition, et était conseillé, avec septante et nonante, par les Instructions officielles françaises de 1945 pour faciliter l’apprentissage du calcul[réf. souhaitée].
À la fin du XIXe siècle, Littré note, dans son dictionnaire, que ce terme est vieilli mais encore en usage dans le Midi de la France. Durant la première moitié du XXe siècle, on l'utilisait encore dans les médias en Belgique.

### Quatre-vingts
En Europe, le terme quatre-vingts est préférentiellement utilisé en France et en Belgique.[réf. nécessaire] Ailleurs dans le monde, il est généralement employé par les pays francophones issus de l'empire colonial français et l'empire colonial belge.
L'existence de ce terme semble s'expliquer par l'influence gauloise sur le français. Les Gaulois, en effet, comptaient par vingtaines et non par dizaines. De ce mode de calcul proviennent également quatre-vingt-dix et soixante-dix - forme mixte de trois-vingt-dix.
Au Moyen Âge, les chiffres romains de 60 à 400 sont comptés en vingtaines. Ainsi quatre-vingts s'écrit IIIIXX.
Il existe à Paris un hôpital des Quinze-vingts dont le nom provient des 300 lits (15×20) qu'il comptait à sa création.
Ce système de numérotation est dit vicésimal (ou vigésimal) qui est un système de numération utilisant la base vingt.

## Grammaire
Vingt ne varie dans quatre-vingts que lorsqu'il n'est pas suivi d'un autre adjectif cardinal :
Il a quatre-vingts ans
Les quatre-vingts passagers (mais les quatre-vingt-trois passagers)
Quatre-vingts sur cent
Lorsque quatre-vingt est employé comme adjectif numéral ordinal, vingt est invariable : 
La chambre quatre-vingt
L’autobus quatre-vingt
Les années quatre-vingt (1980)